# Amerikansk alligator
Amerikansk alligator (Alligator mississippiensis) er den ene af de to nulevende arter i slægten Alligator.

## Videnskabeligt navn
Den franske zoolog François Marie Daudin gav arten det videnskabelige navn Alligator mississipiensis i 1802 idet han troede, at Mississippi-floden blev stavet med kun et 'P'. Den Internationale Kommission for Zoologisk Nomenklatur (ICZN) henstiller til, at man skriver artsnavnet med dobbelt-p, da navnet refererer til Mississippi-floden.

## Beskrivelse
Voksne hunner af den amerikanske alligator bliver normalt op til 2,6 meter lange, mens voksne hanner bliver omkring 3,4 meter. Den største han nedlagt i 1890 menes at have målt 5,8 meter. Det største videnskabeligt bekræftede eksemplar er en han fra Florida, der målte 4,23 m og vejede 473 kg. Ca. halvdelen af kropslængden udgøres af halen, så selve dyret opfattes ofte som kortere end det er. Alligatorer vokser hele livet, men efter at de er blevet kønsmodne, sker væksten i et meget langsomt tempo.
Alligatorhanner har en markant forhøjning yderst på snuden, mens denne forhøjning er mindre markant eller slet ikke eksisterende hos hunnerne.
De unge dyr har på kroppens sider gule striber på en sort baggrund, der virker som camouflage. Efterhånden som dyret bliver ældre, bliver disse striber olivenfarvede, brune og til sidst sorte. Ellers er de voksne alligatorers farve på ryg og sider mørkt olivengrøn, men farven kan variere og er ofte næsten helt sort. På bugen er alligatorer lysere, nærmest flødefarvede. Den mørke farve på ryggen gør den sværere at opdage for byttedyr over vandet, der ofte ser nærmest sort ud, mens den lyse farve på bugen, gør dem sværere at se for byttedyr, der befinder sig under dem, da de så ser dem op mod overfladen.
Alligatorer er forholdsvis hurtige og adrætte dyr i modsætning til, hvad man skulle tro. I vandoverfladen kan alligatorer svømme op til 16 km i timen, og neddykkede kan deres hastighed komme op i nærheden af 25 km i timen. Også på land er alligatoren hurtig, 15–20 km i timen, og over meget korte distancer kan de nå op på næsten 50 km i timen. Alligatorer kan også springe ud af vandet. Unge alligatorer kan springe helt ud af vandet, mens ældre og tungere alligatorer typisk kan springe ca. 2/3 af deres egen kropslængde. Man skal derfor være forsigtig, når man jager eller på anden måde beskæftiger sig med alligatorer.
En af grundene til, at de kan være så hurtige, skyldes nok at alligatorer ånder ligesom fugle.

Alligatorens øjne er placeret, så den ikke kan se fremad men kun til siden, mens krokodillers øjne er placeret, så de ser fremad. Hvis man lyser på en alligators øjne i mørke, skinner de rødt.

## Leveområder
Alligatoren lever i subtropiske ferskvandsområder, så som marskområder, sumpe, floder, søer mm.
Den amerikanske alligator lever i det sydlige USA (se kortet i boksen), i staterne Alabama, Arkansas, North Carolina og South Carolina, Florida, Georgia, Louisiana, Mississippi, Oklahoma og Texas. I begyndelsen af de 20. århundrede fandt der en voldsom jagt sted på alligatorer, som primært blev jaget på grund af deres skind. I 1967 blev den amerikanske alligator registreret som en truet dyreart, og op gennem 1970'erne begyndte man et succesfuldt genopretningsprojekt for bestanden, blandt andet med totalt jagtforbud og udsætning af voksne eksemplarer, og i dag er antallet af amerikanske alligatorer omkring et par millioner. Heraf findes ca. 1 million i Florida og ca. 750.000 i Louisiana. Arten er slettet på listen over truede dyrearter, men er stadig på observationslisten over arter i risikogruppe. En af grundene til at arten fortsat holdes på observationslisterne, er at de har en stor lighed med den amerikanske krokodille, der fortsat er truet af udryddelse. Florida er det eneste sted i verden, hvor der både findes krokodiller og alligatorer i naturen, og der er kun mellem 500 og 1000 eksemplarer af den amerikanske krokodille tilbage i staten.

## Formering og levevis
Alligatorer er territoriale dyr, og voksne hanner hævder et territorium på omkring 1,5 km af vandområdet, de lever ved, mens hunner hævder territorier på ca. det halve. Yngre og mindre alligatorer hævder mindre eller ingen territorier.
Alligatorer har en ingen stemmebånd, men hannerne kan udstøde nogle "brøl" som i parringssæsonen bruges til at lokke hunnerne til. Hør et alligatorbrøl her:
En han parrer sig med 10-15 hunner på en parringssæson, der ligger i forårsmånederne. Hunnerne bliver kønsmodne, når de er omkring 7 til 10 år gamle, derefter parrer de sig hvert år, så længe de lever. I naturen kan alligatorer blive omkring 50-70 år gamle, i fangenskab helt op til 90 år. Hunnerne lægger mellem 20 og 50 æg ad gangen. Imidlertid er det kun omkring 2-3% af ungerne, der overlever til voksenalderen. En alligatorunge er ca. 15 cm lang, når den udklækkes og i naturen vokser de ca. 30 cm pr år. Når en alligator er omkring 1 meter lang, har den ingen naturlige fjender, bortset fra mennesket, mens unge alligatorer er føde for såvel fugle, som store fisk og andre alligatorer.
Alligatorers køn er ikke bestemt lige fra befrugtningstidspunktet, som, tilfældet er hos fx pattedyr. Hvilket køn ungerne får afhænger af den temperatur æggene udsættes for under udrugningen, der varer ca. 65 dage. Hvis temperaturen er under 30 grader celsius, bliver alle æg til hunner, er temperaturen over 34 grader bliver alle æg til hanner. Temperaturer mellem 30 og 34 grader giver unger af begge køn. Æggene lægges i reder, som hunnerne bygger af græs og blade, og rederne placeres ofte på bredden af bayous eller på ”flydende øer”, der driver rundt i marsken. Formålet med rederne er primært at hæve æggene op fra vandoverfladen, så risikoen for at de oversvømmes bliver mindre. Når æggene er lagt dækkes reden af mere vegetation og mudder. Plantedelene rådner efterhånden, hvilket skaber varme, som er med til at udruge ungerne.
Hunnen bliver ikke altid ved reden, når æggene er lagt, men hun holder sig i nærheden, og trues reden vil hun lynhurtigt vende tilbage for at forsvare den. Når æggene er klar til at klækkes, vil hunnen ”åbne” reden, og hjælpe ungerne med at komme ud af ægget, ved at knuse dette forsigtigt mellem tænderne. Kommer moderen ikke tilbage til reden, vil ungerne med stor sandsynlighed dø, for mange kan ikke komme ud af ægget ved egen hjælp, og de vil sandsynligvis ikke kunne komme gennem det lag af vegetation og tørret mudder, der dækker reden. Når æggene er klækket, vil hunnen tage mellem 8 og 10 unger i munden ad gangen og bære dem ned til vandet. Her ryster hun på hovedet i vandet, og får på denne måde ungerne til at svømme ud af munden. Når de kommer ud i vandet, vil ungerne danne stimer, evt. sammen med unger fra andre reder, og de bliver sammen med deres mor i en lang periode, normalt mindst et år, men af og til op til både to og tre år. I den tid passer hunnen på ungerne. Alligatoren er det eneste krybdyr, der passer på sin yngel på denne måde.
Om vinteren og i tørkeperioder går alligatorerne i hi i huler, som de graver i brinkerne på de vandområder, hvor de holder til. "Alligatorhulerne" kan ligge så langt som 6 meter inde i brinkerne, og hulerne graves, så der er luft nok til at alligatorerne kan trække vejret. I disse huler kan dyrene overleve, selv om temperaturen uden for falder til under frysepunktet. På særligt varme dage kommer de ud af deres hi, og lægger sig i solen og varmer sig. Skulle det blive frost mens en alligator er ude af hiet, kan den også overleve korte perioder med frost i modsætning til krokodiller, som vil fryse ihjel i frostvejr, og som derfor ikke kommer ud af hiet i hele dvaleperioden. I dvaleperioden indtager alligatorerne ingen føde, men tærer på de energidepoter, de har opbygget, især i halen, i løbet af sommeren. Også i vand, kan alligatorer overleve i frostvejr. De lægger sig i overfladen med næseborene over vandet, så hvis overfladen fryser, kan de stadig trække vejret. Man har i øvrigt eksempler på, at alligatorer, der er frosset helt fast i is og hvor også næseborene er blevet dækket, har kunnet overleve i op til 8 timer uden at trække vejret!

## Føde
Alligatorer lever af megen forskellig føde. Unge alligatorer lever primært af små, hvirvelløse dyr, frøer og små fisk. Efterhånden som de vokser udvides føden til at omfatte større fisk, små pattedyr, skildpadder, vandfugle og krybdyr, herunder også mindre alligatorer. Desuden æder alligatorer gerne ådsler af større dyr. Der er rapporteret om hændelser, hvor alligatorer har ædt hunde og andre husdyr, der har svømmet i floder eller bayous, og alligatorer har også angrebet mennesker. Her mener man dog, at alligatorerne må have forvekslet mennesket med et mindre byttedyr eller have følt sig truet. I modsætning til krokodiller betragter alligatorer ikke mennesker som naturlige byttedyr.
Når en alligator skal åbne munden, er den ikke særligt god til det; man kan faktisk med to fingre holde en alligatorens kæber sammen. Når den skal lukke den igen, gør den det så meget mere effektivt. En fuldvoksen gennemsnitsalligator kan bide sammen med mere end 800 kg pr. kvadratcentimeter, hvilket betyder at den nemt kan knuse skjoldet på selv ret store skildpadder foruden knogler på andre dyr, som de æder.
Alligatorerne ligger og lurer i vandoverfladen, med kun øjnene og næseborene over vandet, og når de opdater et byttedyr angriber de det, og sluger det helt. En alligator har ca. 80 tænder i munden ad gangen og når tænderne er slidt, skiftes de. En gennemsnitsalligator kan få mellem 2- og 3.000 tænder i løbet af sine levetid, men tænderne kan ikke anvendes til at tygge med, kun til at fastholde, rive og flå. Er byttedyret for stort til at sluge helt, (fx et dådyr eller lignende) trækker alligatoren det ned under vandet og drukner det, ved den såkaldte dødsrulning, hvor alligatoren simpelthen roterer om sin egen længdeakse indtil dyret er druknet eller mindre stykker løsrives fra dyret. Når dyret er druknet, gemmer alligatoren det under en sunket træstamme, eller andet, der er egnet til at fastholde byttet. Her får det så lov til at ligge og gå i forrådnelse i 2-3 uger, indtil alligatoren kan rive stykker af det, og sluge disse.
Når en alligator har føde, spiser den alt det den overhovedet kan komme af sted med. Er der føde nok, kan den næsten bogstaveligt spise til den revner. Der er eksempler på, at alligatorer har ædt sig ihjel, når der var føde nok. Til gengæld kan de overleve uden føde i lange perioder, hvis der er fødeknaphed i deres territorium. Hvor meget føde, de har behov for afhænger også af omgivelsernes temperatur. Jo koldere det er, jo mindre behøver alligatoren at spise. Når vandtemperaturen falder til omkring 27 grader celsius begynder de at miste appetitten, og omkring 20 grader holder de simpelthen op med at fouragere.

## Alligatorfarme
I Florida, Texas og Louisiana er alligatorfarme almindelige. I 1970'erne blev mange af disse farme oprettet som en del af genropretningsprojekt for alligatorbestanden og dette projekt løber fortsat. Derfor indsamles æg fra alligatorreder, og disse udklækkes så på farmene, hvor dyrene så bliver til de er omkring 2-3 år gamle. På farmene er væksten op mod det dobbelte af væksten i naturen, så når ungerne udsættes i naturen er de 1 – 1,5 meter lange og har dermed betydeligt større chance for at overleve. Det har vist sig, at omkring 15-20% af de indsamlede æg udvikler sig til alligatorer, som efter udsættelse overlever ind i voksenalderen i modsætning til de 2-3% af de æg, der udklækkes i naturen.
I dag drives også alligatorfarme med henblik på en kommerciel udnyttelse af alligatorerne. Hoveder eller kranier sælges ofte som souvenirs til turister. Skindet forarbejdes til beklædning, sko, bælter eller tasker og punge. Kødet sælges også og anvendes som føde. Blandet andet sælges mørbrad og filet og af og til kan man også købe "alligator vinger", der er fødderne. Kødet er meget magert, kun 2 gram fedt pr. 100 g og slet ingen kulhydrater. Kødet fra halen er hvidt og meget mørt, mens det fra resten er dyret er mørkere og noget fastere. Konsistensen af kødet er som kylling og smagen er let fiskeagtig. Der laves også alligatorpølser, som for pølseelskere skulle være en stor delikatesse. De består typisk af 75% alligatorkød og 25% svinekød. I alt sælges i USA omkring 135 tons alligatorkød til føde hvert år.

## Alligatorjagt
I Louisiana findes der ca. 750.000 alligatorer, og for at holde bestanden på et rimeligt niveau og dermed sikre at hele økosystemet ikke generes af en overproduktion af alligatorer, gives der årligt tilladelse til at nedlægge omkring 30.000 dyr. Hvert år laver biologer et overslag over den samlede bestand, og hvor stor en procentdel denne skal reduceres med. Det kan fx være 3-4%.
Det er imidlertid ikke alle, der må jage alligatorer. Ejer man et område med alligatorer bliver bestanden i det konkrete område vurderet af biologer og vildtkonsulenter. Skønner de, at der er fx 100 alligatorer i området, og der skal jages 4% på statsplan, får ejeren tilladelse til at fange 4 alligatorer. Denne tilladelse kan ikke overdrages. Det er dog muligt at lade andre stå for jagten, hvis bare ejeren af det pågældende område deltager i jagten. Det benytter nogle ejere sig af, til at sælge alligatorjagtture for flere tusinde dollars.
For hver alligator, der gives tilladelse til at fange, udleveres et særligt mærke til ejeren, som identificerer denne. Straks når alligatoren er fanget, skal dette mærke sættes i dyrets skin, nærmere betegnet i det 6 rygskæl, talt fra halespidsen, og mærket ”forsegles”. Dette mærke skal blive i skindet under hele forarbejdningsprocessen, indtil skindet bruges til jakker, bælter eller tasker. Mærket kontrolleres jævnligt undervejs af myndighederne, og de virksomheder, der forarbejder skindet, skal kunne gøre rede for alle de skind, de har brugt. Kun skind, der er forsynet med mærke, må indhandles. Da der kun udleveres et antal mærker, svarende til det antal dyr, der må nedlægges, kan man på denne måde kontrollere jagtens størrelse. "Krybskytteri" på alligatorer straffes strengt, og det gælder både for jægere, der nedlægger flere dyr end de har tilladelse til, og for jægere, der nedlægger dyr helt uden tilladelse eller uden for deres eget område. I Louisiana straffes krybskytteri på alligatorer med 10 års fængsel og $10.000 i bøde som maksimum, og maksimumstraffen anvendes stort set altid. Er krybskytten en autoriseret alligatorjæger, får han desuden altid inddraget sin licens. Selve fangsten af alligatorer er under alle omstændigheder begrænset til eksemplarer på minimum 6 fod (183 cm). Mindre eksemplarer skal sættes ud igen. Jagten er desuden begrænset til få måneder hvert år.
Fangsten foregår typisk på den måde, at alligatorjægeren om aftenen sejler ud til de steder, hvor han ved at alligatorer holder til. Her binder han en ca. 10 meter lang snor til en gren, et godt stykke over vandoverfladen. I enden af snoren sidder en ca. 10 cm lang og ca. ½ cm tyk jernkrog. På denne krog anbringes en kylling, der har været slagtet i 5-6 dage, så den har en kraftig lugt af ådsel. Krogen anbringes, så den hænger 50–60 cm over vandet. Derefter forlader jægeren stedet. Alligatorer, der primært jager om natten, får nu færten af byttet. De ”springer” ud af vandet og sluger kyllingen hel, og dermed også krogen. Når de nu svømmer væk, vil de trække snoren ud til de ikke kan komme længere. Når de opdager at de ”er fanget”, vil de dykke ned til bunden og gemme sig i mudderet. Krogens placering inde i kyllingen sikrer at alligatoren ikke såres af krogen. Næste dag kommer ejeren så tilbage og kontrollerer fælden. Når han kan se, at krogen ikke længere hænger på sin plads ved han, at der er en alligator i den anden ende. Nu vil han så – meget forsigtigt – hale alligatoren op fra bunden. Hvis alligatoren er under 6 fod kappes snoren, og alligatoren kan svømme væk. Krogen lader man forblive hvor den er. Alligatoren har så stærk en mavesyre, at selv en så kraftig krog som man anvender til fangsten, vil være gået fuldstændigt i opløsning på 3-4 uger – uden at alligatoren er blevet skadet. Er alligatoren stor nok, skal den derimod slås ihjel. Tidligere knuste man hovedet på den med en økse, men den metode er man gået bort fra i dag. Efter at man begyndte at sælge kranierne til turister, var det simpelt hen for besværligt at rekonstruere dem, når kraniet var knust. Nogle jægere stikker en kniv i hjernen på dyret, men den mest almindelige metode er at skyde den med en kaliber 22 riffel. Her gælder det dog om at ramme meget præcist. Alligatorens hud på hovedet er meget hård, og hovedskallen er meget kraftig, så der er kun et lille område lige over øjnene, hvor man kan skyde dyret. Hvert år er der jægere, som ikke rammer rigtigt, og så sker det at de selv eller deres jagtkammerater bliver ramt at kuglen, der rikochetterer fra dyrets hoved – af og til med dødelig udgang, og så kan man vel sige, at det var alligatoren, som trak det længste strå.

## Konfrontationer med mennesker
Bortset fra jagtulykker, hvor der altså dør 2-3 mennesker om året, har der i mange år kun været få konfrontationer mellem alligatorer og mennesker, da alligatorer som regel holder sig på afstand af mennesker i modsætning til mange krokodillearter, fx nilkrokodillen, der opfatter mennesker som naturlige byttedyr. Det sker dog at alligatorer dræber mennesker. Fra 1970 til slutningen af 1990'erne blev 9 mennesker dræbt af alligatorer i USA. Ofte sker dødsfald som følge af infektioner forårsaget af alligatorbid, eller som følge af at et menneske bliver ramt af et slag fra alligatorens hale.
Antallet af rapporter om alligatoroverfald på mennesker er dog vokset meget inden for de seneste 5 år, hvor 11 mennesker i USA er blevet dræbt af alligatorer, alene 3 i 2006. Årsagen til denne stigning er formodentlig at mennesket trænger mere og mere ind på alligatorernes leveområder, og at man ikke respekterer at alligatoren faktisk er et rovdyr. Ikke mindst er alligatorhunner meget aggressive overfor alt, hvad der nærmer sig rederne, når der er æg.

## Alligatorhistorier
Som med mange andre rovdyr, fortælles der mange historier om alligatorer. Her er et par stykker:
- En alligators længde kan bedømmes ved at se på dens hoved. Afstanden mellem næsebor og øjne, målt i tommer, svarer til alligatorens samlede længde, målt i fod.

- Alligatorer laver altid deres dødsrulning mod uret, mens krokodiller altid roterer med uret.

- Alligatorer er meget hurtige dyr, men på grund af deres kropslængde i forhold til benlængden, er de ikke så gode til at skifte retning. De skal stort set standse helt op, før de kan fortsætte i en anden retning, så skulle man blive forfulgt af en alligator, kan man undslippe ved at løbe i zigzag.